# Worstelen op de Olympische Zomerspelen 1896
Worstelen is een van de sporten die beoefend werden tijdens de Olympische Zomerspelen 1896 in Athene.
De wedstrijden in het Grieks-Romeinsworstelen vonden plaats op 10 en 11 april. Er namen vijf mannen uit vier landen aan deel.

## Medailles

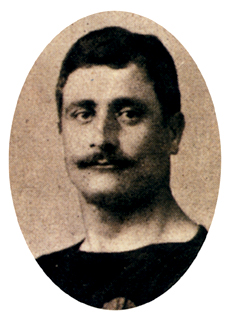
De worstelaar Stephanos Christopoulos, winnaar van het brons.

| Goud           | Goud | Zilver          | Zilver | Brons                   | Brons |
| -------------- | ---- | --------------- | ------ | ----------------------- | ----- |
| Carl Schuhmann | GER  | Georgios Tsitas | GRE    | Stephanos Christopoulos | GRE   |

## Toernooi
Christopoulos won na een uitputtingsslag van de Hongaar Momcsilló Tapavicza in de kwartfinale. In de halve finale verloor hij van zijn landgenoot Tsitas. Dit betekende brons voor Christopoulos. Tsitas streed in de finale tegen de Duitser Carl Schuhmann die een bye had in de halve finale. Na 40 minuten werd de wedstrijd afgebroken wegens de vallende duisternis. Een dag later won de Duitser vrij snel het goud.

### Uitslagen
| Ronde        | Winnaar                     |  | Verliezer                   |
| ------------ | --------------------------- |  | --------------------------- |
| Kwartfinale  | GER Carl Schuhmann          |  | GBR Launceston Elliot       |
| Kwartfinale  | GRE Georgios Tsitas         |  | bye                         |
| Kwartfinale  | GRE Stephanos Christopoulos |  | HUN Momcsilló Tapavicza     |
| Halve finale | GER Carl Schuhmann          |  | bye                         |
| Halve finale | GRE Georgios Tsitas         |  | GRE Stephanos Christopoulos |
| Finale       | GER Carl Schuhmann          |  | GRE Georgios Tsitas         |

### Eindstand
| rang   | sporter                 | land |
| ------ | ----------------------- | ---- |
| Goud   | Carl Schuhmann          | GER  |
| Zilver | Georgios Tsitas         | GRE  |
| Brons  | Stephanos Christopoulos | GRE  |
| 4/5    | Launceston Elliot       | GBR  |
| 4/5    | Momcsilló Tapavicza     | HUN  |

## Medaillespiegel
| rang   | land        | goud | zilver | brons | totaal |
| ------ | ----------- | ---- | ------ | ----- | ------ |
| 1      | Duitsland   | 1    | 0      | 0     | 1      |
| 2      | Griekenland | 0    | 1      | 1     | 2      |
| totaal | totaal      | 1    | 1      | 1     | 3      |